# Plongée sous-marine en Indonésie
L'Indonésie est une destination particulièrement prisée par les amateurs de plongée sous-marine.
On trouve des sites favorables à la pratique de ce sport notamment à :
- Bali
- Îles Karimun Jawa
- Moluques
- Moluques du Nord
- Sulawesi
- Taka Bonerate
- Îles de la Sonde
- Îles Wakatobi